# 김성조
김성조(金晟祚, 1958년 11월 15일~)는 대한민국의 정치인, 교육인이다. 제16·17·18대 국회의원을 지냈다. 제18대 국회 후반기 기획재정위원회 위원장을 맡았으며, 2015년부터 2019년까지 한국체대 총장직을 수행했다.
현재 경상북도문화관광공사장직을 맡고 있다.

## 생애
김성조는 1958년 경북 구미에서 2남 3녀 중 장남으로 태어났다. 대구 대륜고등학교, 영남대학교 화학공학과를 졸업하였고, 동양전자화학 대표이사를 지냈다. 지방자치제가 전국적으로 시행되자 구미에서 무소속 도의원으로 선거에 나서 당선, 젊은 일꾼으로써 활약하였다. 2000년 총선에서는 한나라당 공천을 받고 김윤환 후보를 누르고 당선, 이 후 3선을 지내며 TK지역의 유력 정치인으로 거듭났다. 이후 2015년, 국립대학교인 한국체육대학 총장으로 취임하였다.
1987년 30세로 결혼하여 1987년에 딸을 낳았고 1989년에 아들을 낳았다. 

## 학력
- 구미국민학교 졸업
- 김천중앙중학교 졸업
- 대륜고등학교 졸업
- 영남대학교 화학공학 학사
- 경북대학교 행정대학원 행정학 석사

### 비학위 수료
- 2002년 고려대학교 정책대학원 고위정책과정 수료

### 명예 박사 학위
- 2009년 금오공과대학교 명예경영학 박사

## 경력
- 1995년 7월 ~ 1998년 6월 : 경상북도의회 의원,경상북도의회 산업관광위원회 위원장
- 1998년 : 동양전자화학 대표이사
- 1999년 : 경운대학교 객원교수
- 영남대학교 법학과 겸임교수
- 2015년 2월 ~ 2019년 2월 : 제6대 한국체육대학교 총장
- 2017년 2월 ~ 2019년 2월 : 대한체육회 부회장
- 2013년 3월 ~ 2017년 3월 : 제20대 한국지적발달장애인복지협회 회장
- 2019년 2월 ~ 2023년 12월 : 경상북도문화관광공사 사장
- 2025년 4월 ~ 2025년 4월 : 국민의힘 이철우 제21대 대통령 선거 경선후보 기적캠프 공동선대본부장

## 제16대 국회
- 2000년 5월 30일 ~ 2004년 5월 29일 : 제16대 국회의원 (경북 구미시) (초선)
- 제16대 국회 환경노동위원회 위원
- 제16대 국회 운영위원회 위원 역임
- 제16대 국회 산업자원위원회 위원 역임

## 제17대 국회
- 2004년 5월 30일 ~ 2008년 5월 29일 : 제17대 국회의원 (경북 구미시 갑) (재선)
- 제17대 국회 예산결산특별위원회 한나라당 위원장 역임
- 한나라당 국회 사학법 재개정특위 위원장 역임
- 제17대 국회 법제사법위원회 위원
- 제17대 국회 산업자원위원회 위원
- 제17대 국회 지방자치 포럼 회장
- 제17대 국회 개혁특별위원회 위원
- 한나라당 전략기획 본부장 역임

## 제18대 국회
- 2008년 5월 30일 ~ 2012년 5월 29일 : 제18대 국회의원 (경북 구미시 갑) (3선)
- 제18대 국회 행정안전위원회 위원
- 한나라당 정책위의장 역임
- 한나라당 당원교육훈련특위 위원장
- 제18대 국회 기획재정위원회 위원장
- 한나라당 비상 대책위원회 위원

## 역대 선거 결과
|  | 41.40% |

|  | 67.30% |

|  | 41.69% |

|  | 57.75% |

|  | 73.69% |

|  | 0% |

## 소속 정당
| 소속 정당 | 소속 정당  | 소속 기간 | 비고           |
| --------- | ---------- | --------- | -------------- |
|           | 무소속     | 1995~2000 | 정계 입문      |
|           | 한나라당   | 2000~2012 | 입당           |
|           | 새누리당   | 2012      | 당명 변경      |
|           | 무소속     | 2012      | 탈당           |
|           | 새누리당   | 2012~2017 | 복당 정계 은퇴 |
|           | 자유한국당 | 2017~2020 | 당명 변경      |
|           | 미래통합당 | 2020      | 합당           |
|           | 국민의힘   | 2020~현재 | 당명 변경      |

## 같이 보기
- 구미시 갑
- 구미시의 국회의원